# Battaglia di Münchengrätz
La battaglia di Münchengrätz (in tedesco: Schlacht bei Münchengrätz) venne combattuta il 28 giugno 1866 nell'ambito della guerra austro-prussiana nei pressi della città di Mnichovo Hradiště in Repubblica Ceca, chiamata in tedesco Münchengrätz.

## La battaglia
Lo scontro vide la 1ª armata prussiana, sotto il comando del principe Federico Carlo, sconfiggere il 1º corpo d'armata austriaco guidato dal generale Eduard Clam-Gallas. 
Grazie a questa vittoria l'esercito prussiano occupò l'intera valle del fiume Jizera costringendo l'esercito austriaco e quello del Regno di Sassonia a ritirarsi oltre Dresda, fino a Jičín, in Boemia.